# Optometria
L'optometria, dal greco ὄψις (opsis = vista) e μέτρον (metron = misura), è una scienza fondata su conoscenze fisiche, biologiche, psicologiche, contattologiche e anatomo-fisiologiche.
L'optometria deriva storicamente dall'ottica e solitamente condivide l'operatività con quella degli ottici, pur differenziandosi.
Ha come obiettivo la misurazione dell'efficienza visiva con mezzi ottico-fisici e, in genere, il miglioramento delle funzioni visive mediante l'impiego di lenti correttive.

## Attività
La definizione del World Council of Optometry (WCO), applicata perlopiù in alcuni paesi di matrice anglosassone è: l'optometria è una professione sanitaria autonoma, istruita e regolamentata e gli optometristi sono i professionisti sanitari primari dell'occhio e del sistema visivo che forniscono cure oculistiche e visive complete, inclusa la rifrazione, e dispensazione, rilevamento, diagnosi e gestione della malattia degli occhi e riabilitazione delle patologie del sistema visivo.
L'attività optometrica comprende la determinazione e la valutazione dello stato refrattivo dell'occhio ed altre condizioni fisiologiche e funzionali necessarie alla visione; la determinazione dei parametri ottici e misure correttive idonee; la selezione, il progetto, la fornitura e l'adattamento degli ausili ottici; la preservazione, il mantenimento, la protezione, l'aumento ed il miglioramento delle performance visive.
In alcuni paesi UE gli optometristi effettuano diagnosi, usano farmaci diagnostici e effettuano alcune comuni terapie legate a occhi e visione, pur non essendo considerati medici, ma figure che forniscono "assistenza sanitaria non medica" oppure Health professionals (ISCO 2267 Optometrists and Ophthalmic Opticians).
A livello europeo le associazioni di riferimento sono, a livello professionale European Council of Optometry and Optics, a livello culturale-scientifico-formativo European Academy of Optometry and Optics.